# 뉴브런즈윅 신학교

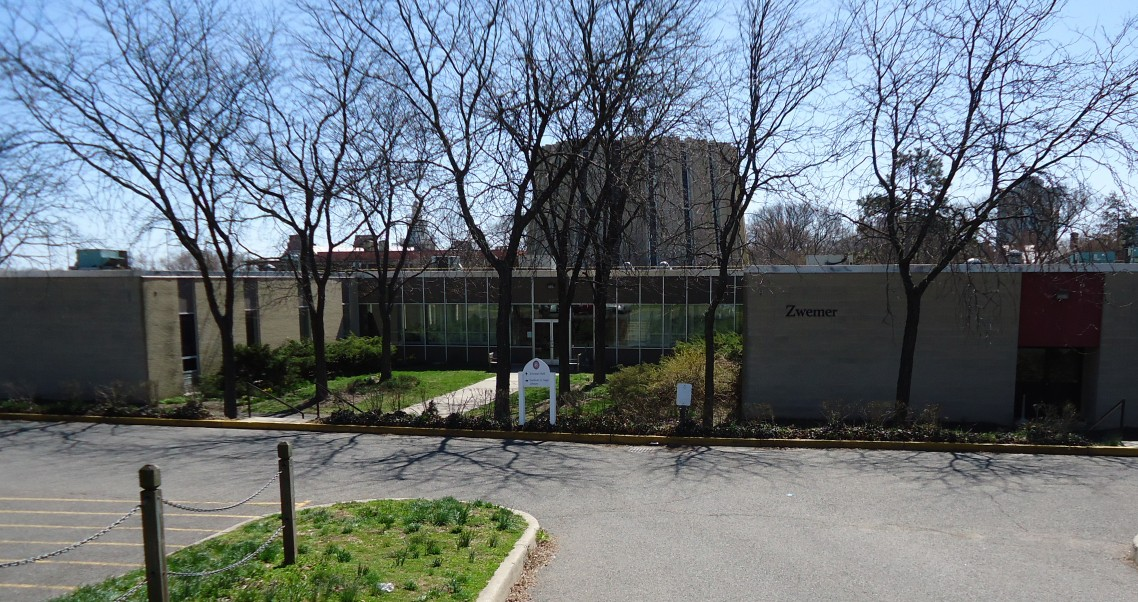
뉴브런즈윅 신학교에 있던 사무엘 M. 즈웨머 홀 (학교 재건축을 위해서 2014년 8월에 철거됨)

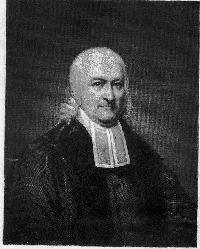
존 헨리 리빙스턴 목사

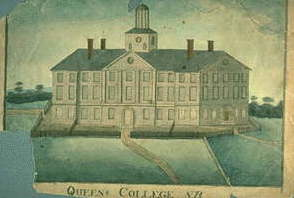
19세기에 지어진 올드 퀸즈 하우스는 신학교, 럿거스 대학교 등이 사용하고 있다.

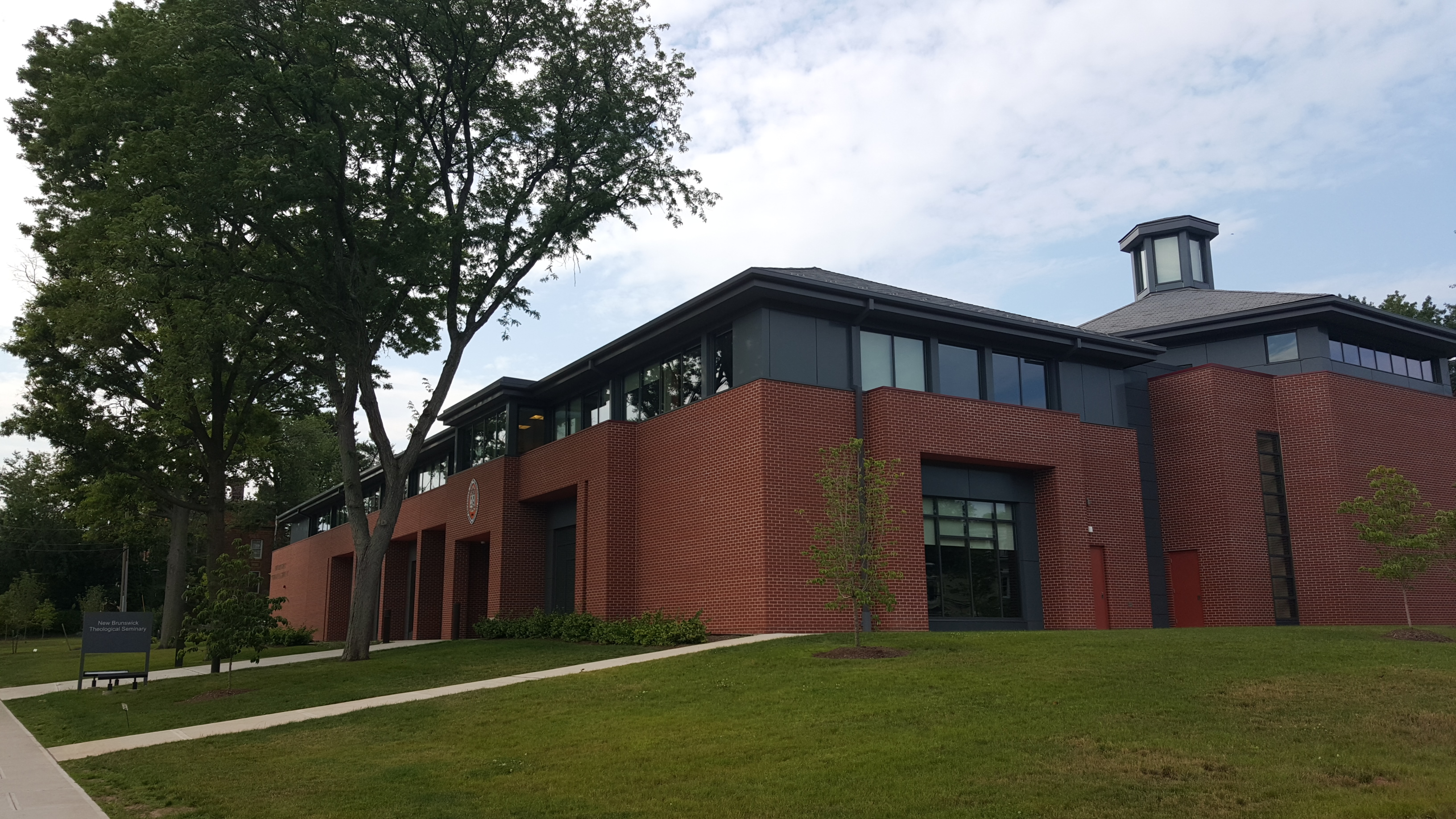
신학교 건물 (2014년)

뉴브런즈윅 신학교(영어: New Brunswick Theological Seminary)는 미국 뉴저지주 뉴브런즈윅에 본교를 둔 신학교이며 미국에서 가장 오랜된 독립 개신교 신학교이다. 미국 개혁교회가 학교의 운영을 담당하고 있으며 장 칼뱅의 신학적 전통과 실천을 따르고 있다. 1784년 존 헨리 리빙스턴의 주도로 뉴욕에 처음으로 설립되었으며 1810년에 현재의 자리로 이전되었다. 2012년 기준으로 197명의 학생이 재학 중이다. 한국의 처음 선교사였던 호러스 그랜트 언더우드와 이슬람 선교의 아버지 사무엘 M 즈웨머와 같은 유명한 선교사들이 배출된 학교이다